# Абдалла, Омари
Омари Абдалла (англ. Omari Abdallah; род. 5 мая 1943) — танзанийский легкоатлет, выступавший в беге на средние дистанции, марафонском беге и беге с препятствиями. Участник летних Олимпийских игр 1964 и 1972 годов.

## Биография
Омар Абдалла родился 5 мая 1943 года.
В 1964 году вошёл в состав сборной Танганьики и Занзибара на летних Олимпийских играх в Токио. В марафоне занял 47-е место, показав результат 2 часа 40 минут 6,0 секунды и уступив 27 минут 44,8 секунды завоевавшему золото Абебе Бикиле из Эфиопии.
В 1966 году участвовал в Играх Британской империи и Содружества наций в Кингстоне. В марафоне занял последнее, 10-е место при семи не финишировавших (3:08.30), в беге на 3000 метров с препятствиями — 11-е место (9 минут 14,0 секунды).
В 1972 году вошёл в состав сборной Танзании на летних Олимпийских играх в Мюнхене. В эстафете 4х400 метров команда Танзании, за которую также выступали Хамад Ндее, Обеди Мванга и Клавер Каманья, заняла в полуфинале 6-е место с рекордом Танзании — 3.10,12, уступив 6,20 секунды попавшей в финал со 2-го места сборной Тринидада и Тобаго.
В 1974 году участвовал в Играх Британского Содружества наций в Крайстчёрче. В беге на 400 метров выбыл в четвертьфинале (48,24).

## Личные рекорды
- Бег на 400 метров — 46,8 (1974)[6]
- Марафон — 2:34.06 (1968)[6]